# Wohnhaus Hafenstraße 19

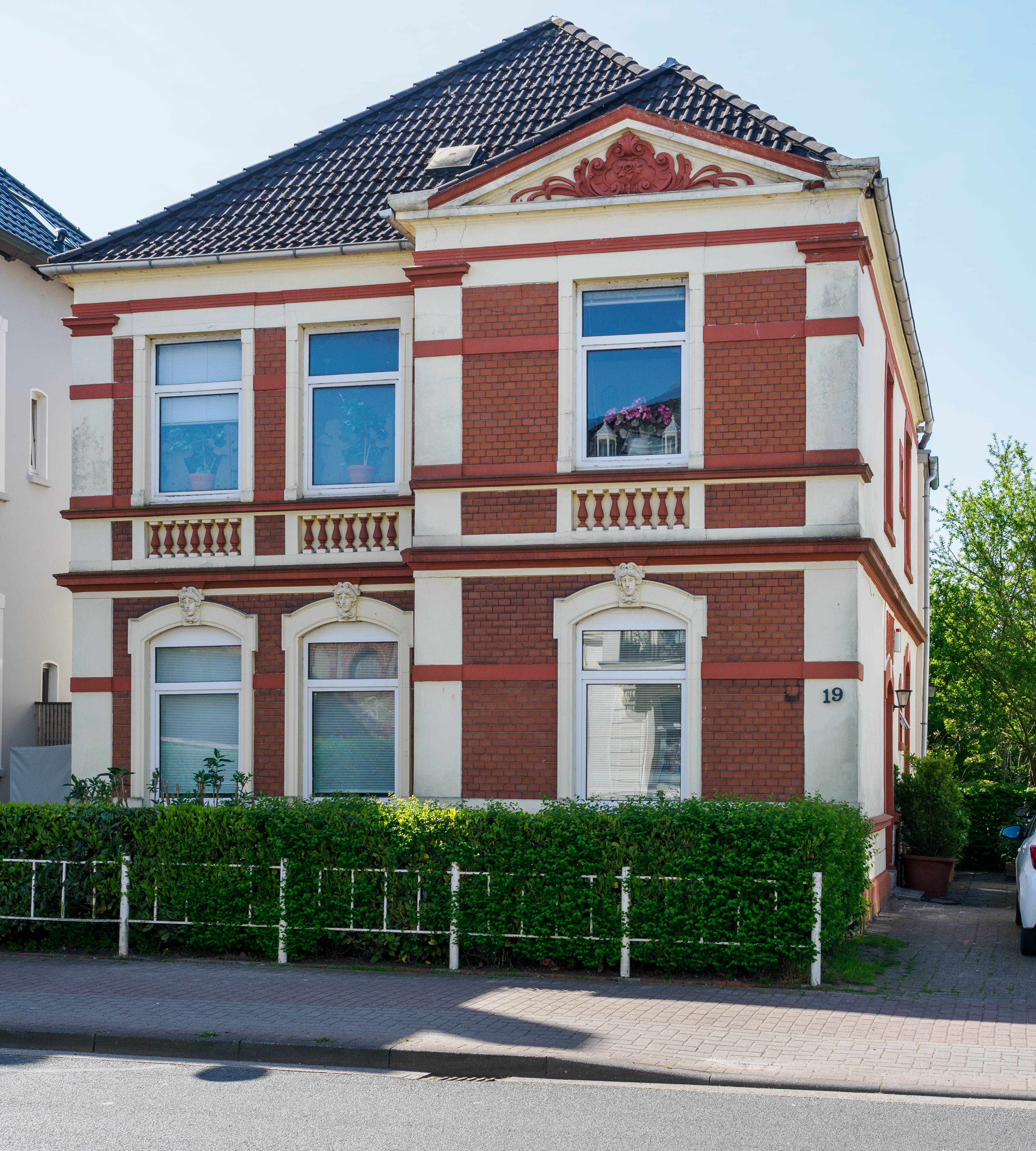
Wohnhaus Hafenstraße 19

Das Wohnhaus Hafenstraße 19 im niedersächsischen Nordenham im Landkreis Wesermarsch stammt vom Anfang des 20. Jahrhunderts.

Aktuell (2023) wird es als Wohnhaus genutzt.
Das Gebäude steht unter Denkmalschutz (siehe auch Liste der Baudenkmale in Nordenham).

## Beschreibung und Geschichte
Das zweigeschossige verklinkerte traufständige Gebäude mit Walmdach, dem rechten Giebelrisalit im Stil des Neoklassizismus, dem seitlichen Eingang sowie den segmentbogigen (EG) und rechteckigen (OG), gerahmten Öffnungen mit Hermesfiguren im Sturz (EG), den horizontalen Bändern und einem geschossteilenden Gesims, wurde wohl um 1900 gebaut.

Es ähnelt den denkmalgeschützten Häusern Nr. 21, Nr. 24, Nr. 27, Nr. 33 und Nr. 35 in der Straße. Diese Häuser werden auch als Kapitänshäuser bezeichnet.
Das Landesdenkmalamt befand zur Bedeutung: „geschichtlich, städtebaulich“.